# Інститут астрономічних обчислень
Інститут астрономічних обчислень (нім. Astronomisches Rechen-Institut; ARI) — науковий інститут у складі Гайдельберзького університету. Був заснований в Берліні в 1700, в 1945 переїхав в Гайдельберг, в 2005 увійшов до складу Центру астрономії Гайдельберзького університету. Історично спеціалізувався на складанні й аналізі зоряних каталогів. Зараз основними темами досліджень є галактики, зоряна динаміка, гравітаційне лінзування.

## Історія
Інститут бере свій початок від Наукової організації курфюрста Бранденбургського, заснованої в Берліні в 1700 році, першим астрономом якої був Ґоттфрід Кірх, і Берлінської обсерваторії.
У 1874 році Вільгельм Ферстер заснував «Обчислювальний інститут для Видання Берлінського астрономічного щорічника», щоб впоратись з постійно зростаючим обсягом обчислення астрономічних ефемерид. Інститут зайняв власну будівлю на території Берлінської обсерваторії. Більшість астрономів тепер працювали в цій теоретичній установі — на додачу до практичної, спостережної частини самої обсерваторії. Під загальним керівництвом Ферстера обчислювальний інститут очолив Фрідріх Тітьєн, який працював в обсерваторії з 1861 року.
Після смерті Тітьєна Юліус Баушинґер був запрошений до Берліна в 1896 році як його наступник. Наступного року він домігся повної незалежності інституту. У 1912 році інститут переїхав до нової будівлі в районі Берлін-Ліхтерфельде.
У 1944 році інститут передали до Військово-морським силам і передислокували до Сермута в Саксонії, щоб уникнути пошкоджень від бомб.
Після Другої світової війни директор Август Копф переніс більшу частину інституту в Гайдельберг. Спочатку інститут безпосередньо підкорядковувався землі Баден-Вюртемберг, а 2005 був переданий Гайдельберзькому університету і увійшов у склад Центру астрономії Гайдельберзького університету.

## Директори
З 1700 по 2007 інститутом керував один директор, а з 2007 — два співдиректори:
- 1700—1710: Ґоттфрід Кірх[en]
- 1710—1716: Йоганн Генріх Гофман[en]
- 1716—1740: Крістфрід Кірх[en]
- 1740—1745: Йоганн Вільгельм Вагнер[en]
- 1745—1749: Август Натанаель Ґрішов[en]
- 1752—1752: Жозеф Жером Лефрансуа де Лаланд
- 1754—1755: Йоган Кіз[en]
- 1755—1755: Франц Ульріх Феодосій Епінус[en]
- 1756—1756: Йоганн Якоб Губер[en]
- 1758—1758: Йоганн Альбрехт Ейлер
- 1764—1787: Йоган III Бернуллі
- 1787—1825: Йоганн Елерт Боде
- 1825—1863: Йоганн Франц Енке
- 1865—1874: Вільгельм Юліус Ферстер
- 1874—1895: Фрідріх Тітьєн
- 1896—1909: Юліус Баушинґер[en]
- 1909—1922: Фріц Кон[de]
- 1924—1954: Август Копф
- 1955—1985: Вальтер Ернст Фріке
- 1985—2004: Роланд Вілен
- 2004—2007: Йоахім Вамбсґанс
- З 2007: Єва Гребель і Йоахім Вамбсґанс

## Корпуси інституту
|                       |
| Нойбау (Нова будівля) |

|            |
| Бібліотека |

|          |
| Аулербау |

|                        |
| Будівля на Веберштрасе |